# Houetteville
Houetteville est une commune française située dans le département de l'Eure, en région Normandie.

## Géographie

### Communes limitrophes
| Canappeville             | Hondouville  |             |
| Bérengeville-la-Campagne | Houetteville | La Vacherie |
|                          |              | Brosville   |

### Hydrographie
La commune est située dans le bassin Seine-Normandie. Elle est drainée par l'Iton, la Vallée et le fossé 01 de la Grande Brêche,,.
L'Iton, d'une longueur de 132 km, prend sa source dans la commune de Mahéru et se jette  dans l'Eure à Acquigny, après avoir traversé 39 communes.

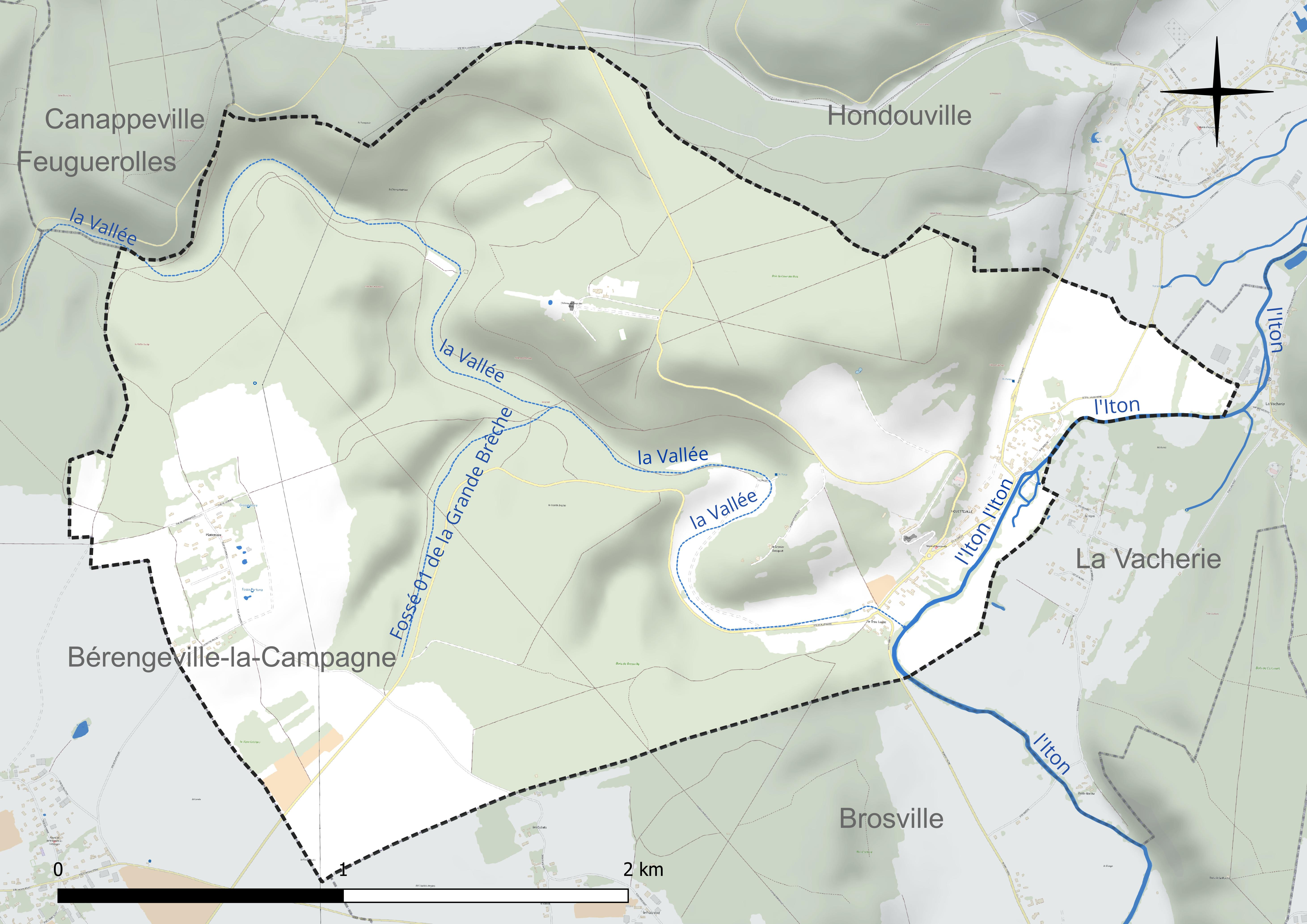
Réseau hydrographique de Houetteville.

### Climat
Pour des articles plus généraux, voir Climat de la Normandie et Climat de l'Eure.
En 2010, le climat de la commune est de type climat océanique dégradé des plaines du Centre et du Nord, selon une étude du CNRS s'appuyant sur une série de données couvrant la période 1971-2000. En 2020, Météo-France publie une typologie des climats de la France métropolitaine dans laquelle la commune est exposée à un climat océanique et est dans la région climatique  Côtes de la Manche orientale, caractérisée par un faible ensoleillement (1 550 h/an) ; forte humidité de l’air (plus de 20 h/jour avec humidité relative > 80 % en hiver), vents forts fréquents. Parallèlement le GIEC normand, un groupe régional d’experts sur le climat, différencie quant à lui, dans une étude de 2020, trois grands types de climats pour la région Normandie, nuancés à une échelle plus fine par les facteurs géographiques locaux. La commune est, selon ce zonage, exposée à un « climat des plateaux abrités », correspondant aux plaines agricoles de l’Eure, avec une pluviométrie beaucoup plus faible que dans la plaine de Caen en raison du double effet d’abri provoqué par les collines du Bocage normand et par celles qui s’étendent sur un axe du Pays d'Auge au Perche.
Pour la période 1971-2000, la température annuelle moyenne est de 11,1 °C, avec  une amplitude thermique annuelle de 14,6 °C. Le cumul annuel moyen de précipitations est de 682 mm, avec 11,2 jours de précipitations en janvier et 8,1 jours en juillet. Pour la période 1991-2020, la température moyenne annuelle observée sur la station météorologique la plus proche, située sur la commune de Louviers à 11 km à vol d'oiseau, est de 11,8 °C et le cumul annuel moyen de précipitations est de 719,5 mm,. Pour l'avenir, les paramètres climatiques de la commune estimés pour 2050 selon différents scénarios d’émission de gaz à effet de serre sont consultables sur un site dédié publié par Météo-France en novembre 2022.

## Urbanisme

### Typologie
Au 1er janvier 2024, Houetteville est catégorisée commune rurale à habitat dispersé, selon la nouvelle grille communale de densité à 7 niveaux définie par l'Insee en 2022.
Elle est située hors unité urbaine. Par ailleurs la commune fait partie de l'aire d'attraction d'Évreux, dont elle est une commune de la couronne,. Cette aire, qui regroupe 108 communes, est catégorisée dans les aires de 50 000 à moins de 200 000 habitants,.

### Occupation des sols
L'occupation des sols de la commune, telle qu'elle ressort de la base de données européenne d’occupation biophysique des sols Corine Land Cover (CLC), est marquée par l'importance des forêts et milieux semi-naturels (67,1 % en 2018), une proportion sensiblement équivalente à celle de 1990 (67,3 %). La répartition détaillée en 2018 est la suivante : 
forêts (67,1 %), zones agricoles hétérogènes (16,1 %), terres arables (13 %), zones urbanisées (3,7 %), prairies (0,1 %). L'évolution de l’occupation des sols de la commune et de ses infrastructures peut être observée sur les différentes représentations cartographiques du territoire : la carte de Cassini (XVIIIe siècle), la carte d'état-major (1820-1866) et les cartes ou photos aériennes de l'IGN pour la période actuelle (1950 à aujourd'hui).

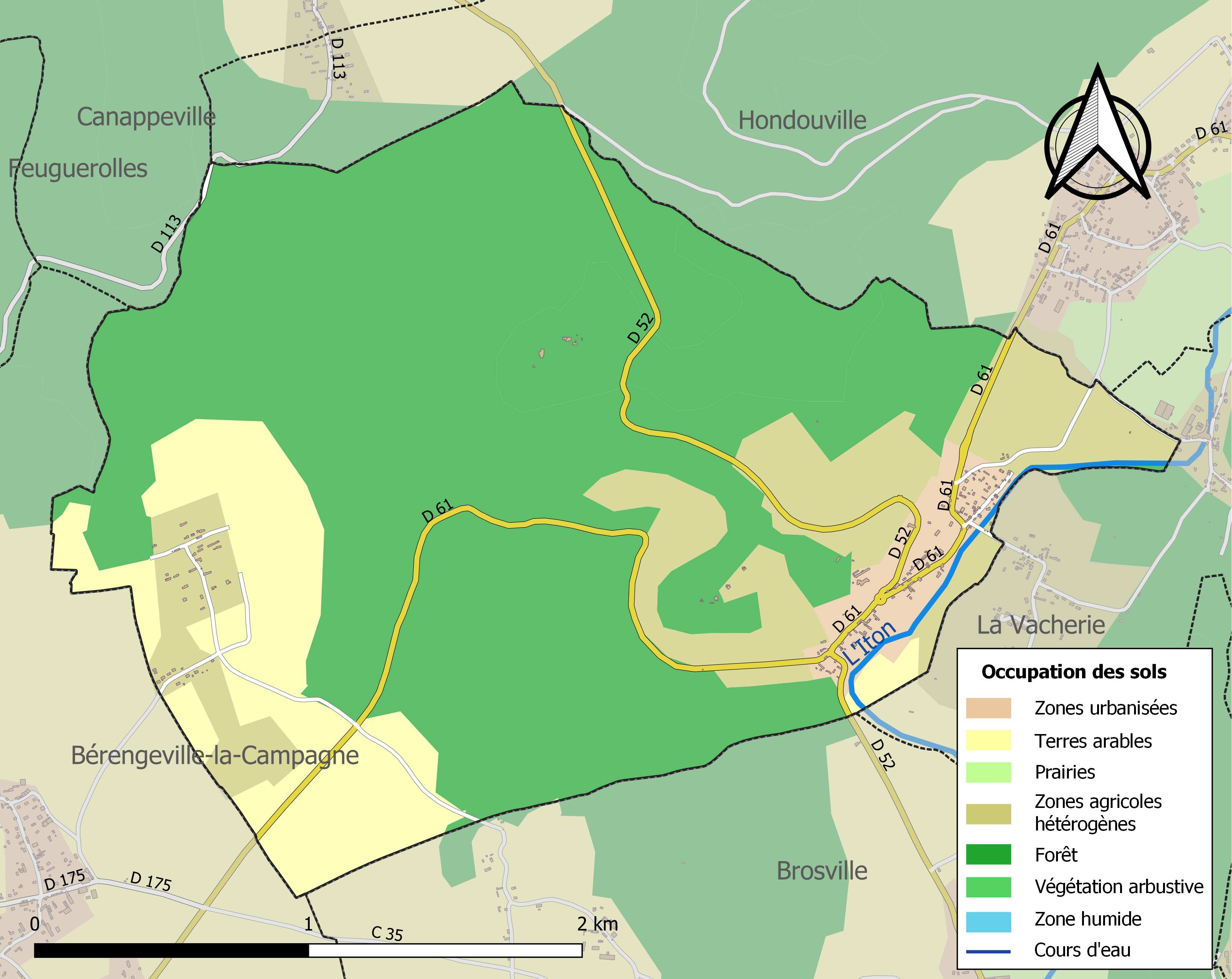
Carte des infrastructures et de l'occupation des sols de la commune en 2018 (CLC).

## Toponymie
Le nom de la localité est attesté sous les formes Houestevilla en 1214 (feoda Normanniæ), Houetevilla en 1222 (ch. de Saint-Étienne de Renneville), Hoitteville au XIIIe siècle (La Roque), Honneteville en 1293 (cart. de Saint-Georges-de-Boscherville), Houestevilla vers 1380 (Bibliothèque nationale), Honnesteville entre 1316 et 1386, Hoieteville en 1452, Hounesteville entre 1466 et 1565 (aveux), Housteville en 1551 (La Chesnaye des Bois), Houesteville en 1625 (aveu de Catherine de Vendôme).

## Politique et administration
| Période                                  | Période  | Identité              | Étiquette | Qualité                                                      |
| ---------------------------------------- | -------- | --------------------- | --------- | ------------------------------------------------------------ |
| avant 1988                               | ?        | Huguette Delattre     |           |                                                              |
| mars 2001                                | En cours | Martine Saint-Laurent | DVD       | Conseillère départementale du canton du Neubourg depuis 2015 |
| Les données manquantes sont à compléter. |          |                       |           |                                                              |

## Démographie
L'évolution du nombre d'habitants est connue à travers les recensements de la population effectués dans la commune depuis 1793. Pour les communes de moins de 10 000 habitants, une enquête de recensement portant sur toute la population est réalisée tous les cinq ans, les populations de référence des années intermédiaires étant quant à elles estimées par interpolation ou extrapolation. Pour la commune, le premier recensement exhaustif entrant dans le cadre du nouveau dispositif a été réalisé en 2008.

En 2022, la commune comptait 194 habitants, en évolution de −4,9 % par rapport à 2016 (Eure : −0,25 %, France hors Mayotte : +2,11 %).
| 1793 | 1800 | 1806 | 1821 | 1831 | 1836 | 1841 | 1846 | 1851 |
| ---- | ---- | ---- | ---- | ---- | ---- | ---- | ---- | ---- |
| 263  | 282  | 264  | 280  | 269  | 252  | 246  | 246  | 230  |

| 1856 | 1861 | 1866 | 1872 | 1876 | 1881 | 1886 | 1891 | 1896 |
| ---- | ---- | ---- | ---- | ---- | ---- | ---- | ---- | ---- |
| 223  | 220  | 215  | 214  | 186  | 222  | 204  | 209  | 175  |

| 1901 | 1906 | 1911 | 1921 | 1926 | 1931 | 1936 | 1946 | 1954 |
| ---- | ---- | ---- | ---- | ---- | ---- | ---- | ---- | ---- |
| 163  | 140  | 140  | 128  | 143  | 150  | 167  | 142  | 135  |

| 1962 | 1968 | 1975 | 1982 | 1990 | 1999 | 2006 | 2008 | 2013 |
| ---- | ---- | ---- | ---- | ---- | ---- | ---- | ---- | ---- |
| 158  | 155  | 156  | 165  | 173  | 198  | 214  | 218  | 210  |

| 2018 | 2022 | - | - | - | - | - | - | - |
| ---- | ---- | - | - | - | - | - | - | - |
| 205  | 194  | - | - | - | - | - | - | - |

## Lieux et monuments

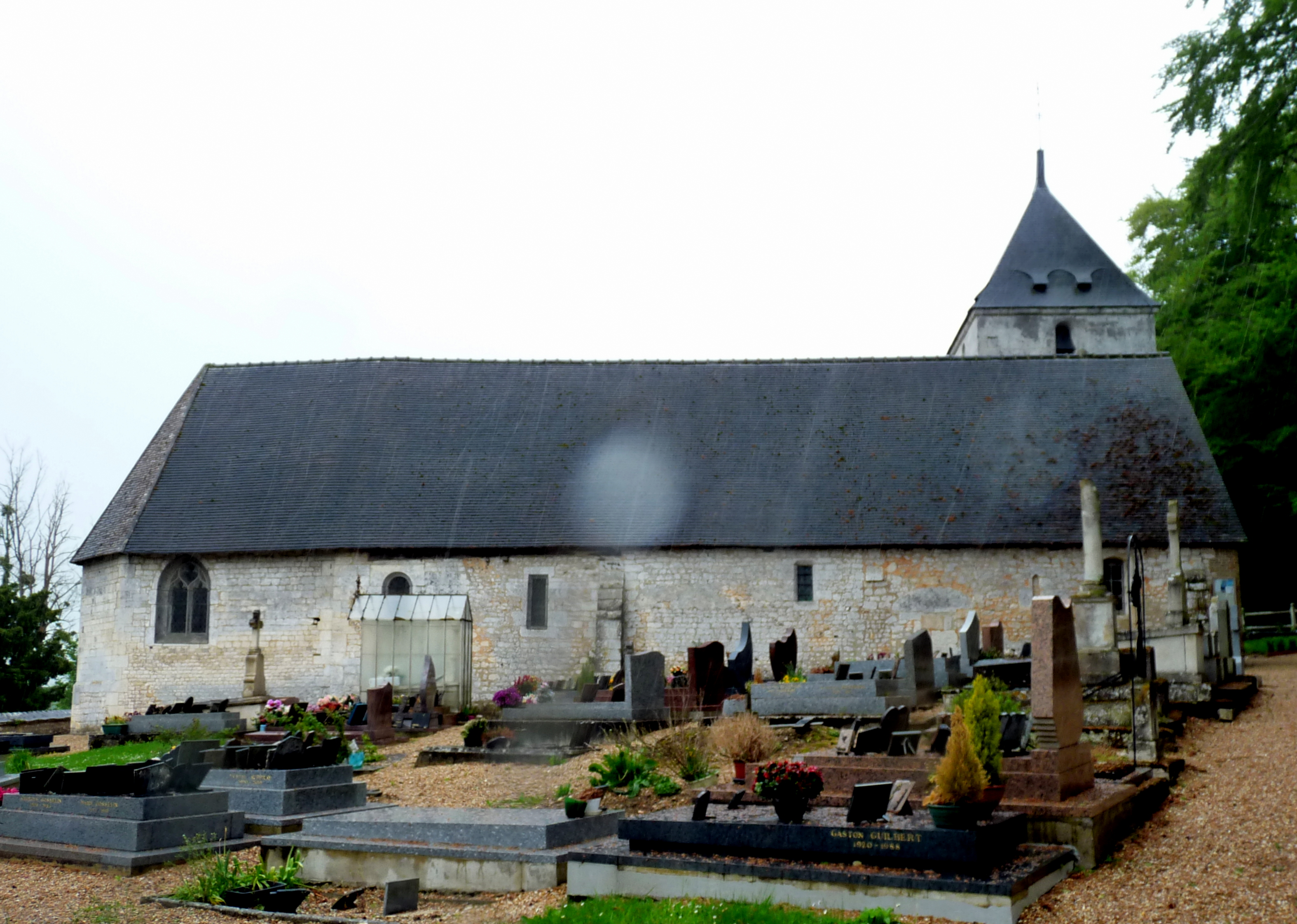
L'église Notre-Dame.

- Église Notre-Dame d'Houetteville, des XIIe, XVe et XVIIe siècles, inscrite au titre des monuments historiques le 17 juin 1954[25].
- Château de Houetteville, ancien château Renaissance, modifié en style néo-médiéval en 1935.
- Château à l'écart, situé à la Côte mal gardée (RD 52).